# Sinfonía en re mayor, KV 196+121 (Mozart)

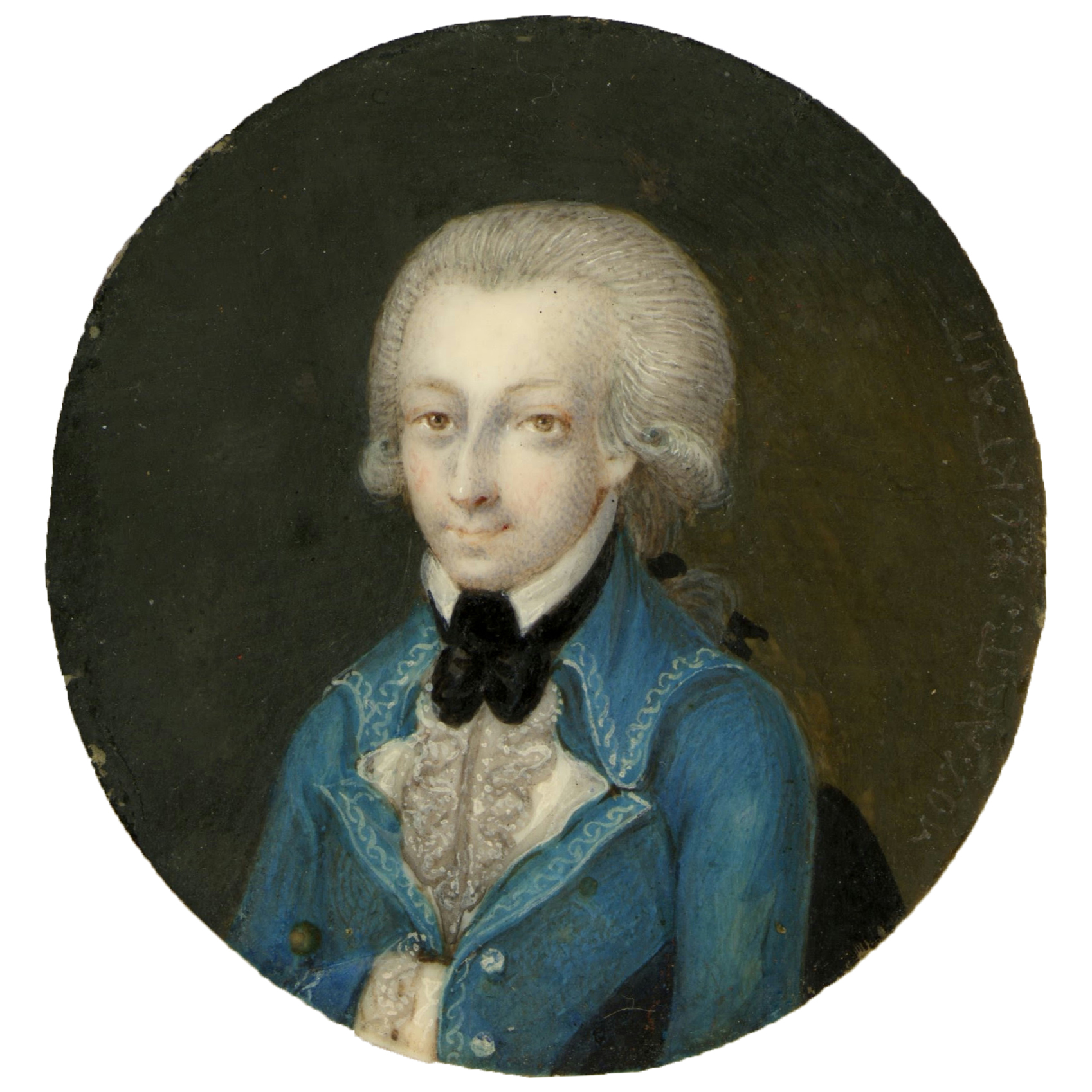
Mozart en 1773.

La Sinfonía n.º 51 en re mayor, K. 196+121/207a probablemente fue compuesta por Wolfgang Amadeus Mozart entre 1774 y 1775, cuando el compositor tenía entre dieciocho y diecinueve años. Los dos primeros movimientos proceden de la obertura de la ópera La finta giardiniera, K. 196, y el último movimiento (K. 121/207a) fue compuesto por separado en 1775. 

## Historia

### Contexto

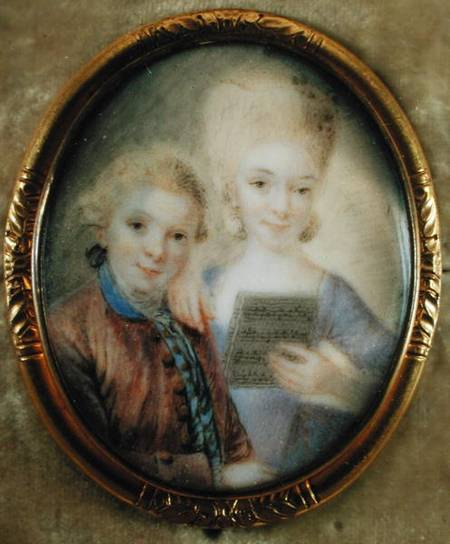
Wolfgang y Nannerl hacia 1763.

La carrera de Mozart como sinfonista había empezado en Londres durante el gran viaje de la familia Mozart por Europa entre junio de 1763 y noviembre de 1766. El padre Leopold Mozart planeó la gira para exhibir a sus prodigiosos hijos, Wolfgang y Nannerl en las principales cortes europeas. En ese tiempo Wolfgang compuso sus primeras obras del género, que tenían una deuda sustancial con las sinfonías de estilo galante italianizante en tres movimientos de Carl Friedrich Abel y Johann Christian Bach; también escuchó las sinfonías de compositores relevantes como Thomas Arne, William Boyce y Giuseppe Sammartini. Posteriormente Leopold y sus hijos pasaron en Viena varios meses de 1768 durante los cuales el joven maestro hizo un esfuerzo consciente por adaptar su estilo sinfónico a los gustos del público vienés, adoptando entre otras cosas la estructura en cuatro movimientos. Una afortunada consecuencia de los largos viajes del compositor en ciernes fue el contacto que le proporcionaron con una generosa muestra representativa de las tradiciones musicales europeas: alemana, británica, francesa e italiana.
El joven compositor y su padre realizaron tres viajes a Italia entre diciembre de 1769 y en mayo de 1773. En este periodo alternó sus visitas con estancias en Salzburgo durante las cuales creó la ópera Mitrídates, rey de Ponto, así como varias sinfonías con apreciable influencia del gusto italiano por la ópera bufa. En 1772 y 1773 el maestro austríaco vivió una etapa de entusiasmo por la escritura sinfónica, produciendo cada año siete nuevas sinfonías (n.º 15 - n.º 27). Después redujo su actividad en este campo y en los dos años siguientes sólo aparecieron tres nuevas piezas del género (n.º 28, 29 y 30). En 1778 realizó un largo y nefasto viaje a Mannheim y a París, durante el cual falleció su madre y su única producción relevante fue la Sinfonía n.º 31 "París". En enero de 1779 regresó a su ciudad natal donde creó otras tres sinfonías (n.º 32, 33 y 34) con las que cierra su etapa en Salzburgo. El casi cuarto de siglo que separa su primera sinfonía de la última -la n.º 41- estuvo marcado por el interés recurrente, si no continuo, del compositor por las posibilidades inherentes a esta forma. Al examinar la cronología de las obras de Mozart, se observa que la composición de sus sinfonías tiende a producirse en grupos espaciados irregularmente, de hasta nueve o diez ejemplos seguidos, en lugar de regular o aisladamente. Lo que esto podría sugerir, al margen de cualquier motivación económica, es que empleó estos periodos específicamente para resolver los problemas y retos de la forma sinfónica.

### Composición
La composición de esta obra, si realmente se trata de una obra del joven Mozart, pudo desarrollarse en 1775. A mediados del siglo XVIII se conocía como sinfonía a la música que se interpretaba como introducción a una ópera, lo que llegó a denominarse obertura. No existía una distinción formal entre una obra de este tipo y otra que, a pesar de llevar el mismo nombre, en realidad se acercaba más a lo que hoy se entiende por sinfonía de concierto. No obstante, a medida que los compositores avanzaban en la exploración de las posibilidades de la sinfonía, la diferencia entre ambas se fue haciendo cada vez más evidente. Tal distinción se hizo evidente en la música de Mozart en la época en que escribió la ópera bufa La finta giardiniera para una representación en Múnich en 1775. Sus sinfonías para ópera disponían obviamente de medios más modestos que las concebidas inicialmente como piezas de concierto. El maestro austríaco esperaba que la sinfonía de La finta giardiniera se interpretara como una obra independiente por derecho propio y así lo planeó. No obstante, en una fecha posterior, la combinó con un movimiento adicional (K. 121) para crear una obra de concierto multi-seccional (aunque breve). Los orígenes de este Finale adjunto son algo confusos; no se sabe si fue escrito específicamente para este propósito o si, al igual que la sinfonía, el compositor lo concibió como una obra independiente y más tarde lo puso en servicio como parte de la composición actual. La fecha de composición del último movimiento ha sido cuestionada por Alan Tyson, arguyendo que el papel utilizado en el manuscrito había sido adquirido por Mozart en Milán a finales de 1772, y lo había utilizado hasta principios de 1773; no obstante, parece que el compositor llevó algo de este papel a Salzburgo e hizo uso de él en 1776. 
A pesar de su numeración se trata de una de las sinfonías tempranas del maestro austríaco, ya que fue una de las que se descubrieron después de que se elaborara la lista "oficial" de 41 sinfonías. Al parecer la tonalidad de re mayor es común a un grupo de sinfonías escritas en Italia. Dicha tonalidad facilitó el uso de trompetas para evocar el estilo de las óperas bufas italianas más populares.

### Estreno y publicación
No se sabe con certeza la fecha y el lugar en que se celebró el estreno de la sinfonía.
La primera edición del último movimiento fue llevada a cabo en 1881 por el editor Gustav Nottebohm para la casa Breitkopf & Härtel en Leipzig, que publicó bajo la denominación Wolfgang Amadeus Mozarts Werke, Serie X, No.10, tanto las partes como la partitura completa.
La Alte Mozart-Ausgabe (Antigua Edición de Mozart), que publicó la primera edición completa de las obras musicales de Mozart entre 1879 y 1882, estableció la secuencia numerada del 1 al 41 para la producción sinfónica del maestro austríaco. Algunas piezas, como la Sinfonía en fa mayor, K. 76, fueron publicadas en suplementos de la Alte-Mozart Ausgabe hasta 1910. Las sinfonías no numeradas en aquel momento han recibido posteriormente números que van del 42 al 56, incluso aunque fueran escritas por Mozart con anterioridad a la Sinfonía n.º 41 de 1788. Conforme a este esquema de numeración la Sinfonía K. 207a recibiría el número 51.

## Instrumentación
La partitura está escrita para una orquesta formada por:
- Viento madera: 2 oboes y 1 [fagot].
- Viento metal: 2 trompas en re.
- Teclado: [clavecín].
- Cuerda: una sección de cuerdas con 2 violines (primero y segundo), viola, violonchelo y contrabajo.

La orquestación es relativamente modesta, si bien la ópera fue concebida para un conjunto mucho más grande con partes para clarinetes, flautas, trompetas y timbales. A veces se interpreta una versión de la sinfonía con esta orquestación. Pero el manuscrito que recoge esta instrumentación no está escrito por Mozart y probablemente no sea auténtico. Los oboes y las trompas permanecen en silencio durante el segundo movimiento. En las orquestas de aquella época era una práctica común emplear el fagot y el clavecín, si estaban presentes en la orquesta, para reforzar la línea del bajo doblando a los violonchelos y los contrabajos o bien como continuo, incluso sin notación separada.

## Estructura y análisis
La sinfonía consta de tres movimientos:
- I. Allegro molto, en re mayor 4
4
- II. Andantino grazioso, en sol mayor 2
4
- III. Allegro, en re mayor 3
8

La interpretación de esta obra dura aproximadamente entre 5 y 10 minutos. Los dos primeros movimientos proceden de la obertura de la ópera La finta giardiniera, K. 196, y el último movimiento (K. 121/207a) fue compuesto aparte en 1775. El tono de esta composición es notablemente ligero en comparación con las sinfonías de concierto de Mozart de la misma época.

### I.Allegro molto
El primer movimiento, Allegro molto, está escrito en la tonalidad de re mayor, en compás de 4/4 y sigue la forma sonata. La apertura es sucinta y no presenta un desarrollo significativo.

### II.Andantino grazioso
El segundo movimiento, Andantino grazioso, está en la mayor y en compás de 2/4. El movimiento lento central está escrito para cuerdas solas y también es bastante breve.

### III.Allegro
El tercer y último movimiento, Allegro, retoma la tonalidad inicial y el compás es 3/8. El Finale proporciona un cierre brillante y jovial.